# Boodinhal, Shahpur
Boodinhal là một làng thuộc tehsil Shahpur, huyện Gulbarga, bang Karnataka, Ấn Độ.